# Maxime Maufra
Pour les articles homonymes, voir Maufras.
Maxime Maufra, né Maximilien Émile Louis Maufra le 17 mai 1861 à Nantes (Loire-Atlantique), et mort le 23 mai 1918 à Poncé-sur-le-Loir (Sarthe), est un peintre, graveur et lithographe français postimpressionniste.

## Biographie

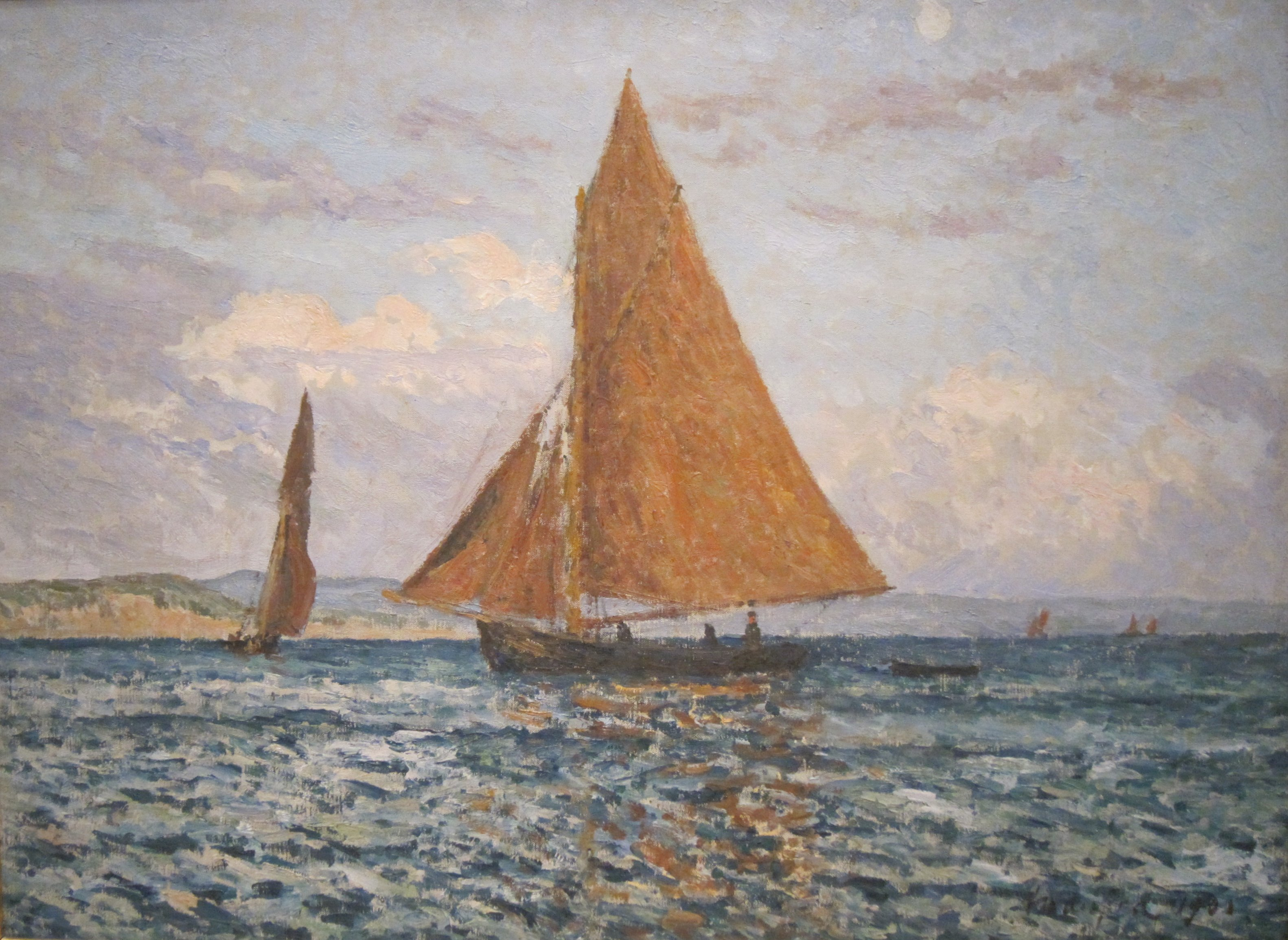
Côte, Baie de Douarnenez (1901), musée d'art de Cincinnati.

### Formation
Maxime Maufra s’initie à la peinture avec Charles Leduc et son frère Alfred Leduc à Nantes, en reproduisant des paysages des bords de Loire, mais son père qui a décidé d'en faire un homme d'affaires, lui fait faire un séjour linguistique en Angleterre à Liverpool. Là, il découvre ce qu'est réellement la peinture, notamment celle de Turner. Il visite le Pays de Galles et l’Écosse, dont les paysages lui seront une source d'inspiration. Il revient en France en 1884, il mène de front son activité professionnelle et ses travaux picturaux. Il est alors initié à l’impressionnisme par Charles Le Roux.
En 1886, il est remarqué par Octave Mirbeau, lors d'une exposition au Salon de Paris. Cette même année il participe à l'Exposition des beaux-arts de Nantes qui se tient tous les trois ans et à laquelle sont conviés les peintres déjà consacrés et ayant participé au Salon parisien, dont Eugène Boudin, Léon Bonnat, Pierre Puvis de Chavannes, Jules-Élie Delaunay, Émile Dezaunay, avec lequel il va lier une grande amitié, Jean-Léon Gérôme, Armand Guillaumin, Henri Harpignies, Henry Moret, Camille Pissarro, Auguste Renoir, Georges Seurat ou Alfred Sisley.
Dans les années 1880, il parcourt ensuite la Normandie et la Bretagne pour peindre des marines et des paysages et s'installe à Paris en 1892, revenant chaque année en Bretagne.

### Pont-Aven
C'est lors d'un séjour à Pont-Aven en 1890 qu'il rencontre Paul Gauguin et Paul Sérusier (1864-1927). Le travail de ces artistes a éclipsé l'influence qu'il avait subie de la part de peintres tels que Pissarro et Sisley. Il est alors fortement influencé par le synthétisme, style inventé par Émile Bernard (1868-1941) et développé par Gauguin, qui traduit les formes en aplats colorés disposés selon un motif décoratif.
Il décide alors de se consacrer pleinement à la peinture et s'installe à Pont-Aven. Il fréquente, en 1891 et 1892, l'auberge de Marie Henry au Pouldu en compagnie de Charles Filiger. Il retrouve Gauguin quelques années plus tard à Paris en 1893. C’est l’occasion d’encouragements et de soutien réciproques entre ces deux artistes qui se respectent.
Il témoigne néanmoins d'une pointe de scepticisme signalant son indépendance de caractère : « Je restais trois mois dans ce pays breton de Pont-Aven où je n’entendais parler que vert Véronèse pur, chrome, etc., théories de couleurs plus ou moins absurdes. Je préfère la coloration vive, mais on peut peindre avec du noir… Le tout est d’être peintre, et quoique ce mot déplaise à certains, il faut d’abord s’exprimer en cette langue. »
En 1892, Maufra fréquente avec son ami Émile Dezaunay, l'atelier d'Eugène Delâtre où ils réalisent leurs premières gravures, influencés par Paul Gauguin. Il est le premier à s'installer au Bateau-Lavoir à Montmartre en 1893, et son atelier est fréquenté par ses amis Dezaunay, Aristide Briand, ainsi que le poète Victor-Émile Michelet.

### La Reconnaissance
En 1892 il expose une monographie de son œuvre à la deuxième exposition des peintres impressionnistes et symbolistes au Le Barc de Boutteville (Paris), avec Louis Anquetin, Émile Bernard, Pierre Bonnard, Maurice Denis, Charles Filiger, Maximilien Luce, Henry Moret, Camille Pissarro, Paul-Élie Ranson, Paul Sérusier, Paul Signac, Henri de Toulouse-Lautrec durant l'été 1892.
Il expose ensuite à la galerie Durand-Ruel qui sera son marchand jusqu'à la mort de l'artiste, et organisera de nombreuses expositions de ses œuvres.
Au printemps 1894, ils se fréquentent à nouveau avec Gauguin en Bretagne au Pouldu, puis Maufra part à la découverte du Trégor finistérien. Il finit par approfondir sa propre voie en abordant les paysages avec une prédilection pour les marines de Bretagne. Il a également visité la région du Dauphiné et les environs du Havre.
Cette même année il expose au Salon de la Société nationale des beaux-arts et au Salon des indépendants et en 1895 il participe à l'Exposition des Bretons de Paris, puis à plusieurs expositions en 1896, 1897 et 1901.
Après un voyage en Écosse à l'été 1895, il épouse à Londres Céline Le Floc'h, dont il avait fait la connaissance à Pont-Aven.
Écrivant à un ami en 1897, il déclara : « Je cherche les grands horizons, les cieux !... Je voudrais que les paysages soient classiques, simples et immenses ».
En 1903, il est cofondateur avec Frantz Jourdain du Salon d'automne au Petit Palais et il expose en 1904.
Il séjourne ensuite à Quiberon, à la pointe du Raz, dans la presqu'île de Crozon et en de nombreux autres lieux.

### Installation à Kerhostin
Il s'installe en 1903 dans une petite ferme à Kerhostin, dont il fait l'acquisition en 1910. Il va essayer sans succès de reconstituer un petit groupe en ces lieux. Seul Léon Duval-Gozlan (1853-1941), lassé de la vie parisienne, viendra le rejoindre.
Il est nommé Chevalier de la Légion d’Honneur en 1906 et nommé peintre de la Marine en 1916.
Militant régionaliste, Maxime Maufra est l'un des animateurs de la section « beaux-arts » de l’Union régionaliste bretonne.
Il meurt d'une crise cardiaque le 23 mai 1918 au Pont à Poncé, où il avait planté son chevalet.

## Œuvre
Plus de mille œuvres sont recensées à ce jour.[réf. nécessaire]

### Collections publiques

#### Dessins
- Beuzec-Conq à Concarneau, 1911, aquarelle, musée des beaux-arts de Nantes[8].
- La baie de Concarneau, dessin, musée des beaux-arts de Nantes[9].

#### Peintures
- Auvers-sur-Oise, Musée Daubigny :
  - Bateau au coucher du soleil, Huile sur toile.

- Brest, Musée des Beaux-Arts de Brest :
  - Marine par gros temps, 1899, huile sur toile, 150 × 208,5 cm[10] ;
  - Pont-Aven, ciel rouge, 1892, huile sur carton marouflé sur bois, 29,6 × 44,5 cm[11].

- Le Havre, musée d'Art moderne André-Malraux
  - La Crique, côte sauvage, Quiberon, 1903, huile sur toile[12].

- Vue du port de Pont-Aven, vers 1893-1894, musée des Beaux-Arts de Quimper.
- La plage à Yport, 1900, collection de la Communauté française de Belgique[13].
- Côte de Goulphar sous le soleil, 1900, musée des Beaux-Arts de Rennes[14].
- Grosse mer, vers 1894, musée Lambinet, Versailles[15].
- La baie de Douarnenez, 1906, huile sur toile, 73 × 92 cm, dépôt du musée d'Orsay, Gray (Haute-Saône), musée Baron-Martin.
- Les bords du Blavet, 1911, musée d'Orsay, Paris.
- Musée des Beaux-Arts de Nantes :
  - Barque échouée (Lac étiré en Écosse), 1884[16] ;
  - Bords de Loire[17] ;
  - Brouillard sur la Seine (Les Andelys)[18] ;
  - Côte de Domois (Belle-Île-en-Mer)[19] ;
  - La Prairie d'amont, 1888, huile sur toile, 79 × 109 cm[20].

- Place Saint-André-des-Arts, rue Suger, huile sur toile, Genève, musée du Petit Palais[21].

### Collections privées
- Les Montagnes Noires (1894).

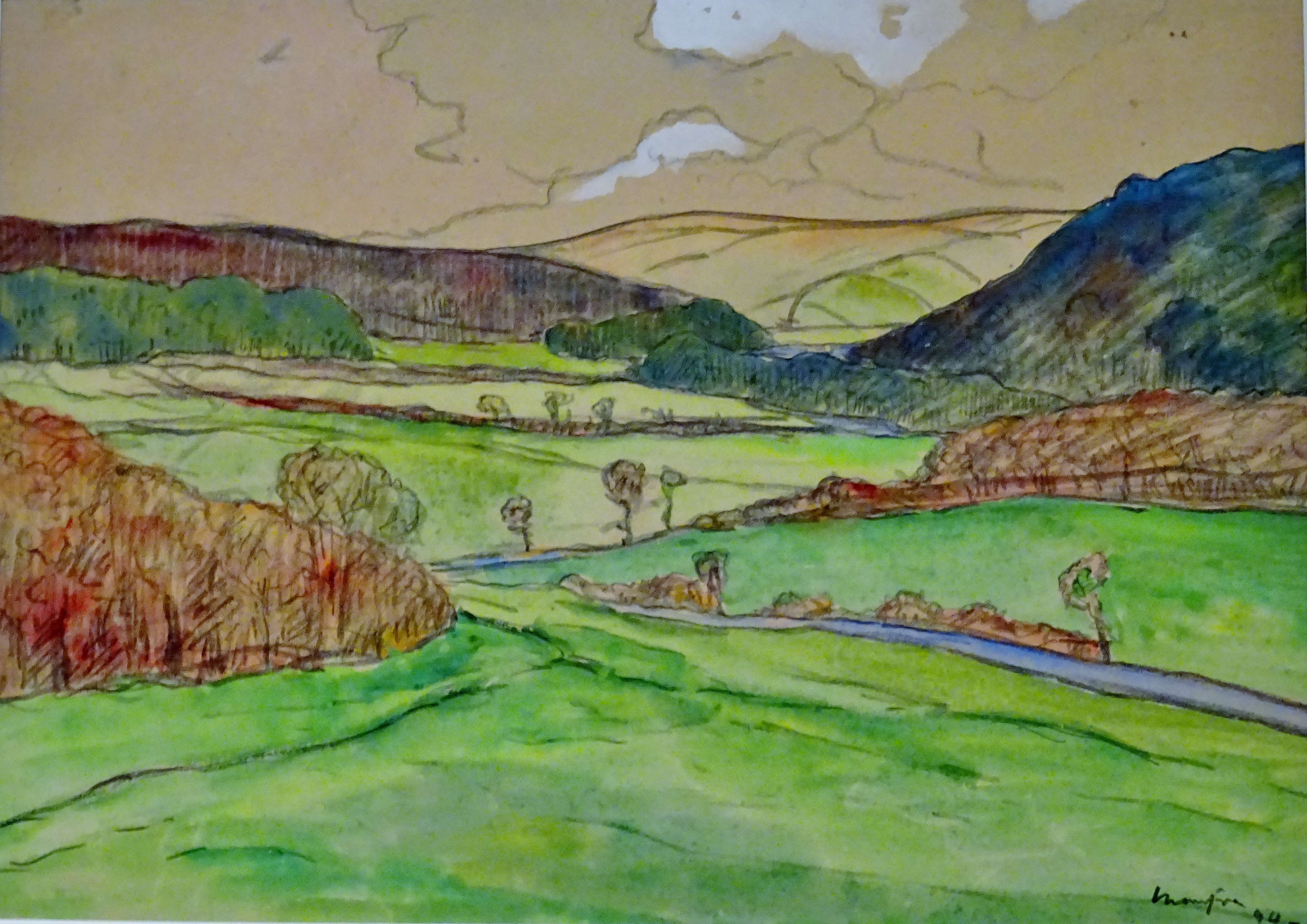
Maxime Maufra : Les Montagnes Noires (1894).

- Marée basse, Île-Tudy (vendue 31 000 euros en 2021)[22].
- Anse de Bilfot à Plouézec près de Paimpol, huile sur toile, 80x110 cm, vers 1893).
- Marée basse à Kerhostin, Morbihan (huile sur toile).
- Plage de Morgat (1902 ou 1903, huile sur toile ; vendue 39 500 euros en 2024)[23].

### Œuvres référencées non localisées
Cette liste d'œuvres n'est pas exhaustive et ne garantit pas leur authenticité.
- Côte rocheuse, Morgat, 1891, huile sur toile, 60 × 73 cm, vendu 42 000€ (le 22 juillet 2023 à Brest).

## Galerie

Œuvres de Maxime Maufra
The Loir at Poncé, Sarthe, 1918. Clark Art Institute
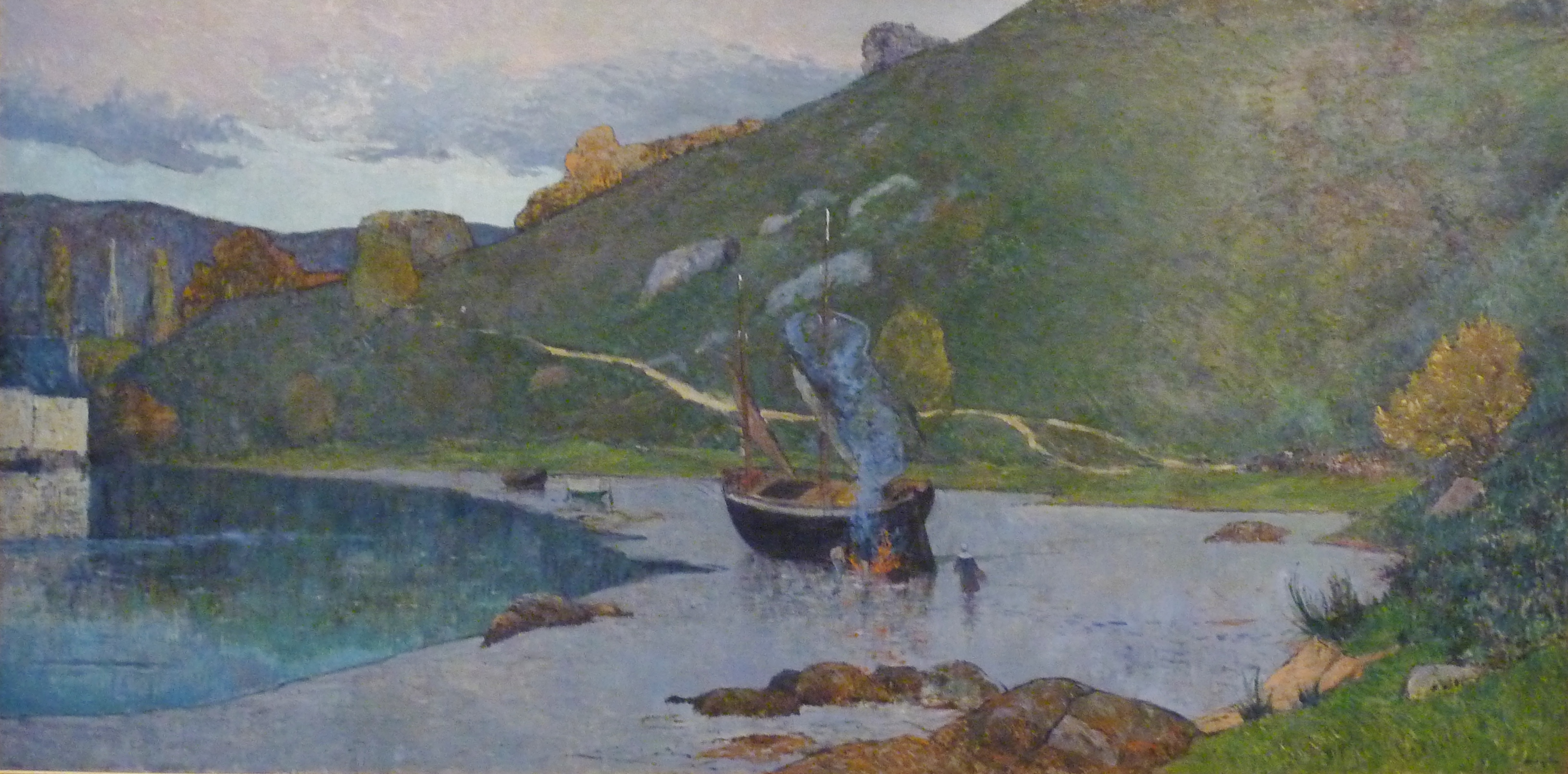
Vue du port de Pont-Aven (vers 1893-1894), musée des beaux-arts de Quimper.
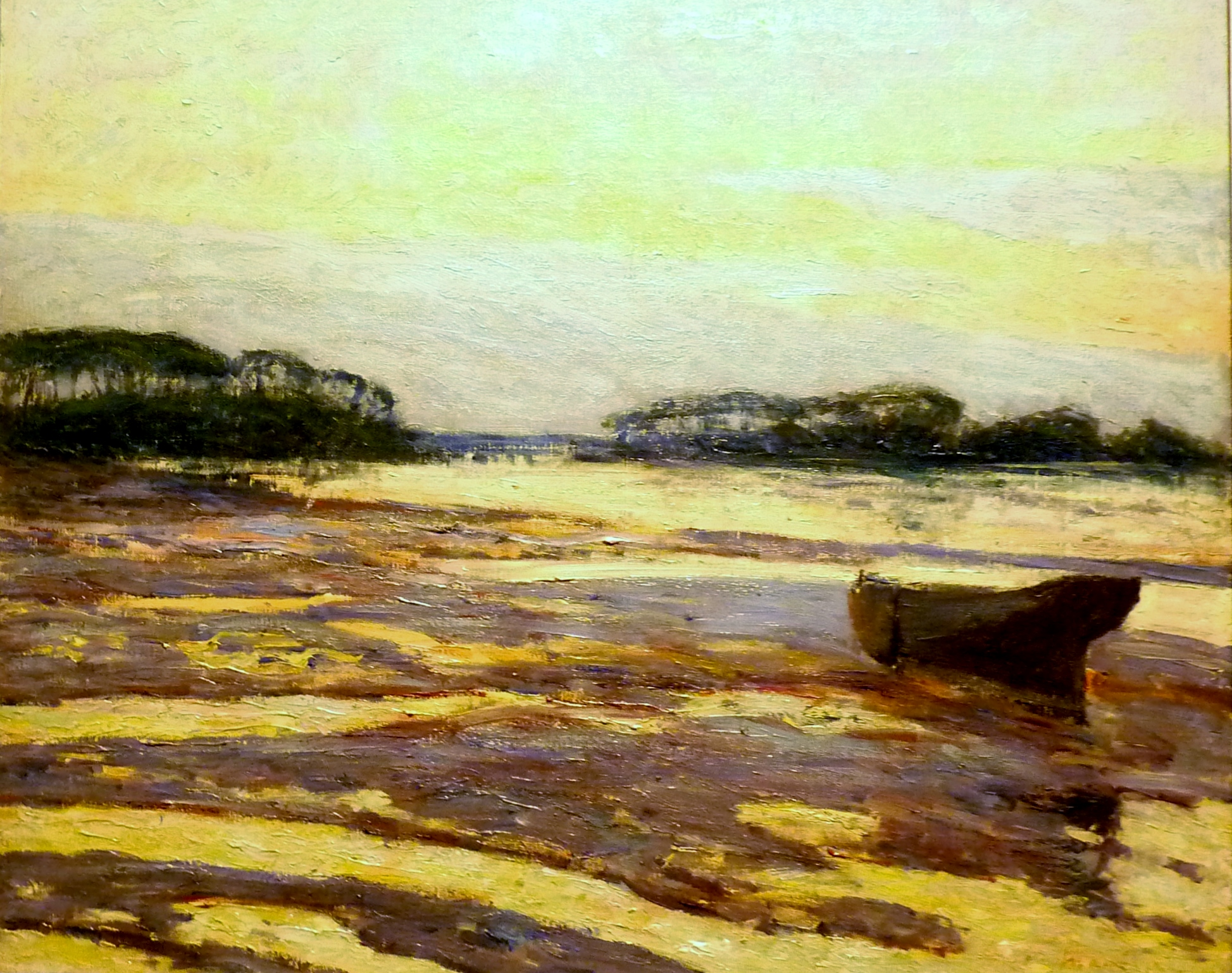
Crépuscule jaune sur les vasières, Loctudy (1898), musée des beaux-arts de Quimper.
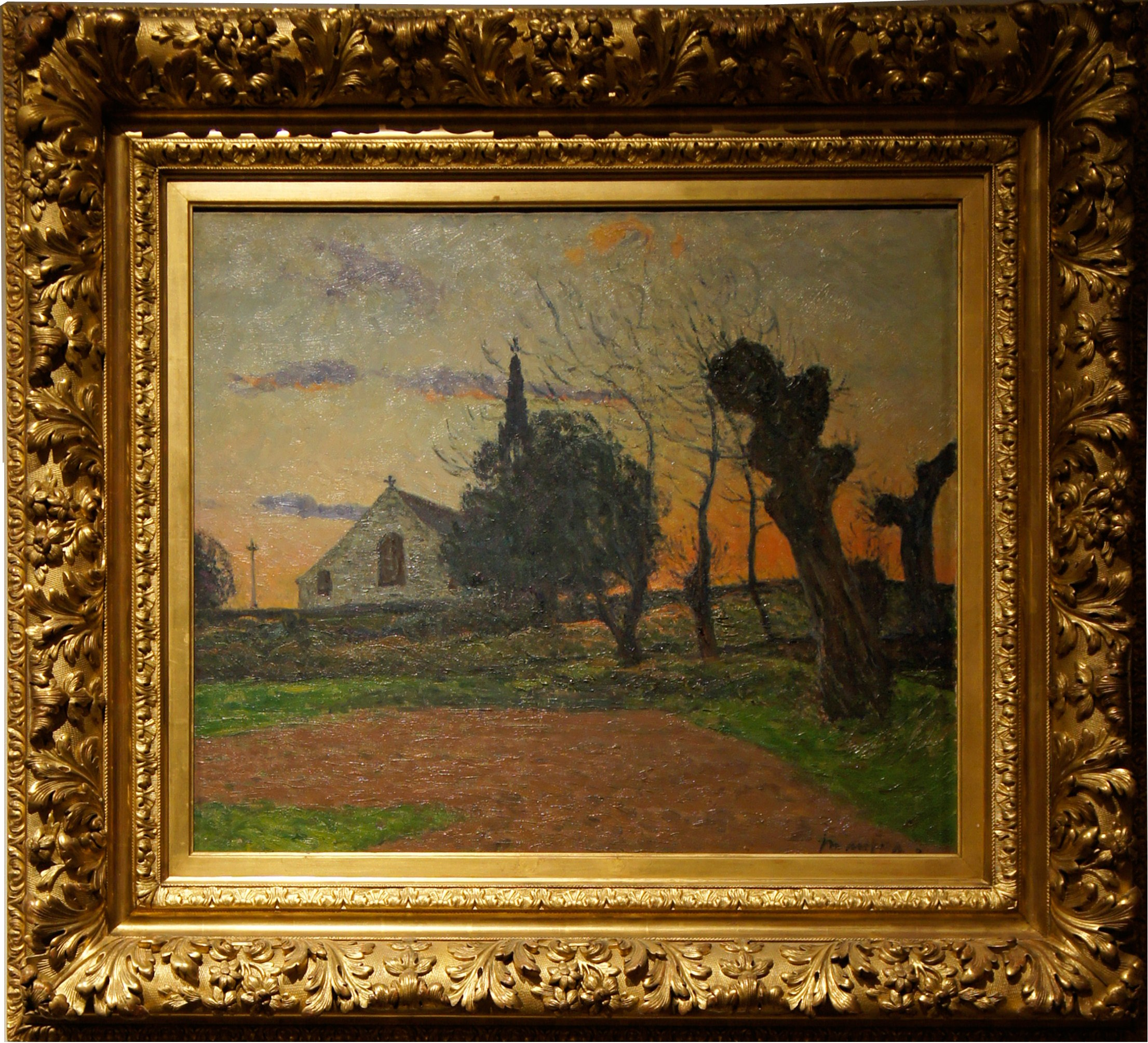
Soleil couchant, Cadol, musée des beaux-arts de Reims.
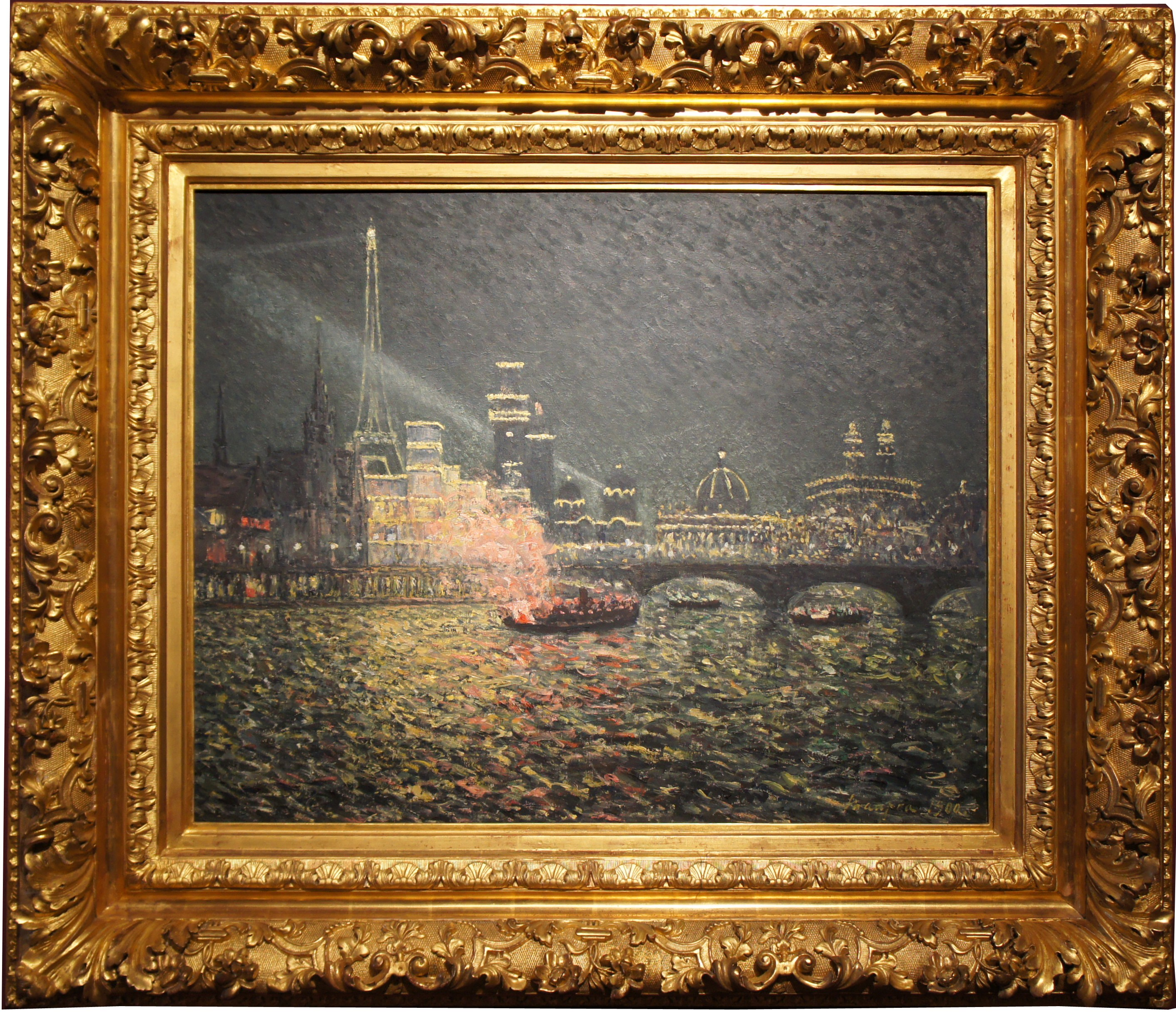
Féérie nocturne, musée des beaux-arts de Reims.
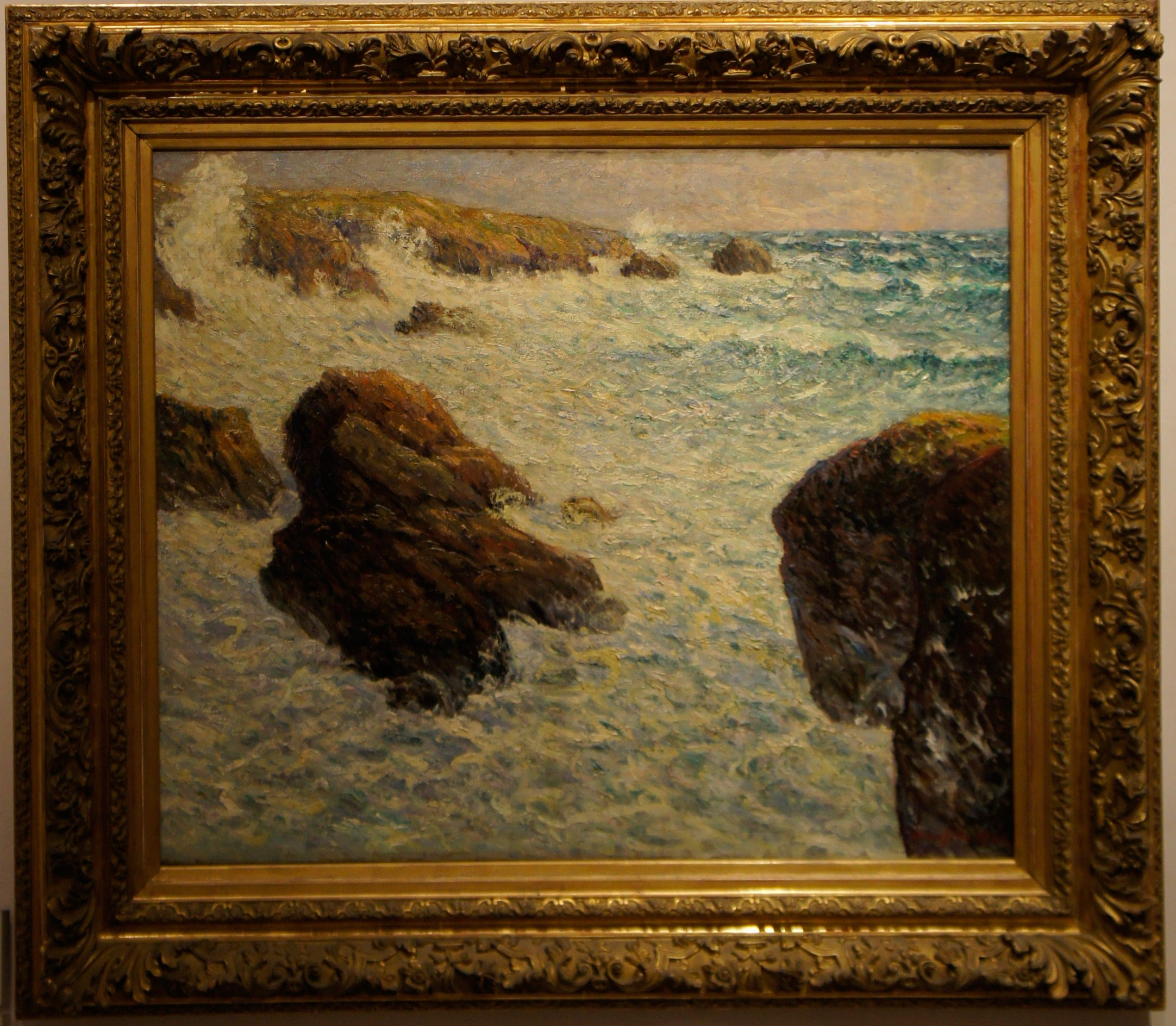
La Tempête à Quiberon, musée des beaux-arts de Reims.
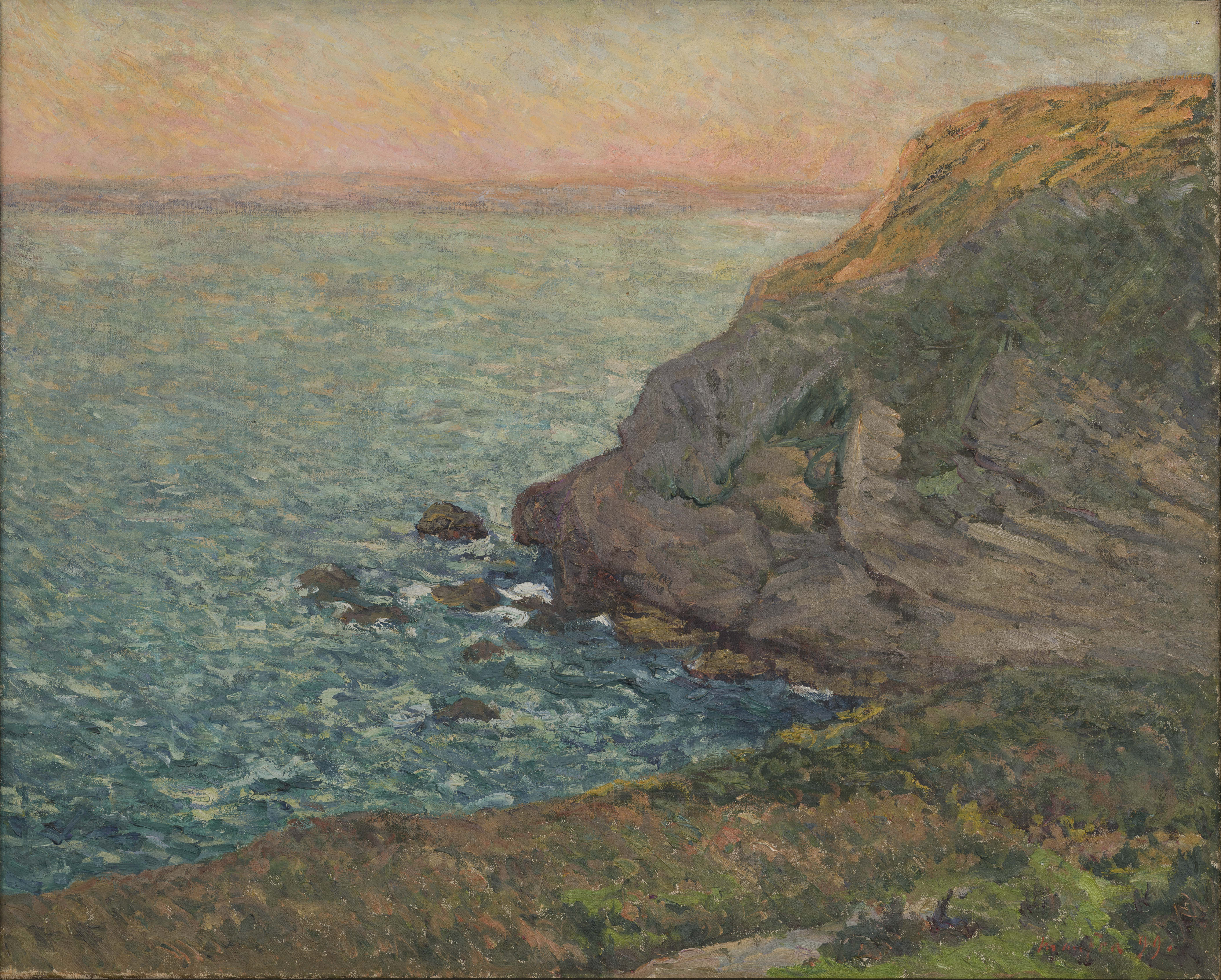
Dernières lueurs du jours (Morgat),1899, Musée des Beaux-Arts de Reims
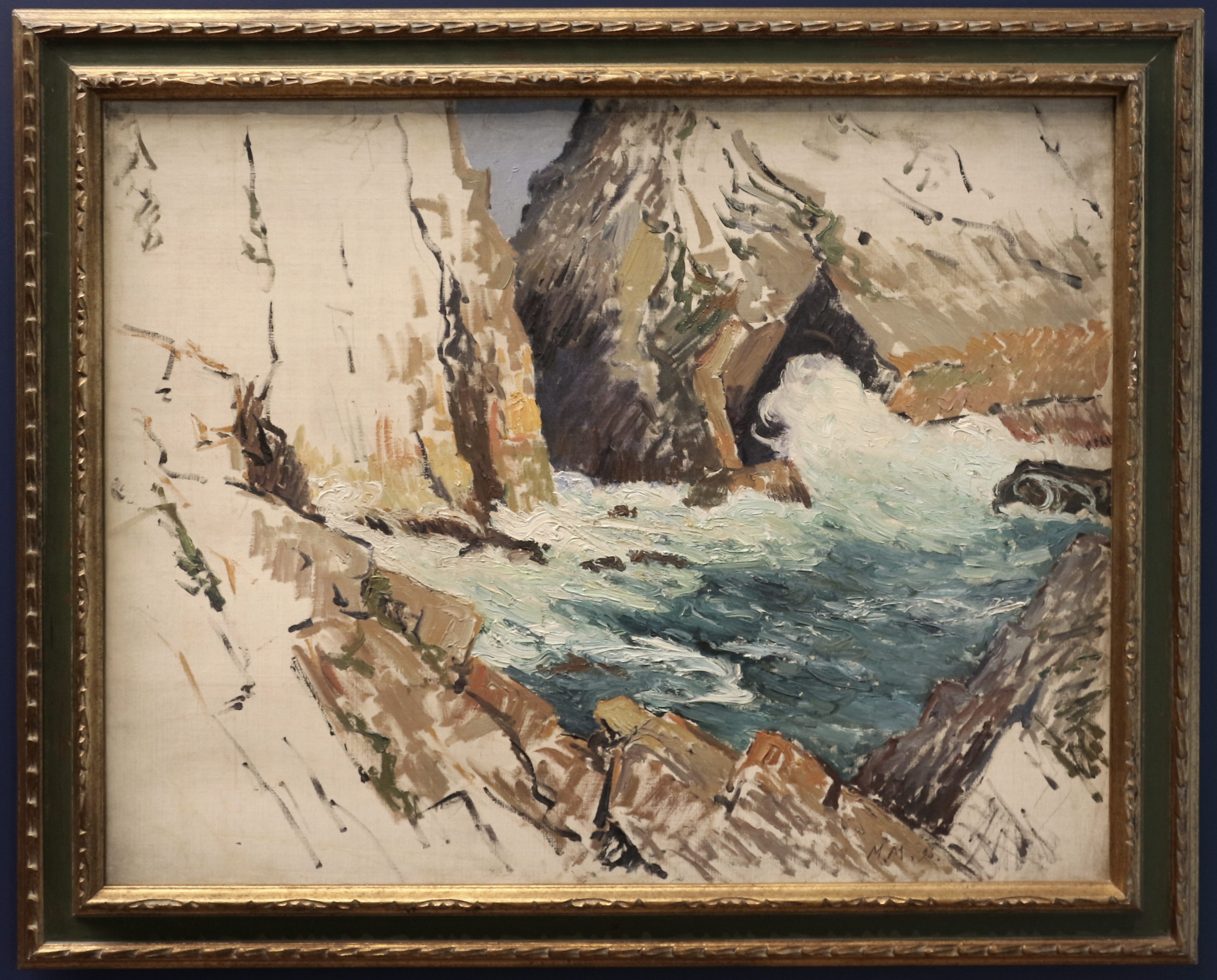
La Crique, 1894, musée de Pont-Aven.

Œuvres attribuées à Maxime Maufra
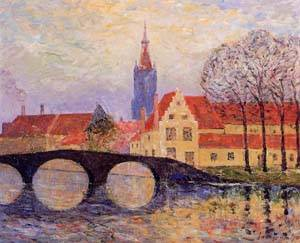
Le Pont Leguenay à Bruges (1894), localisation inconnue.
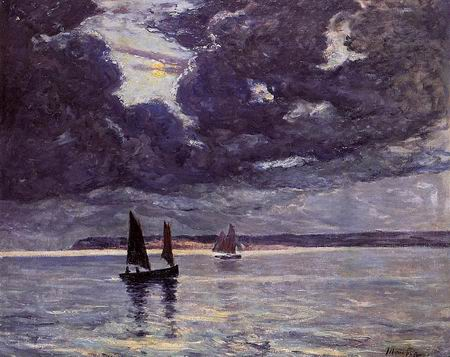
Le Retour des bateaux de pêche (vers 1900), localisation inconnue.
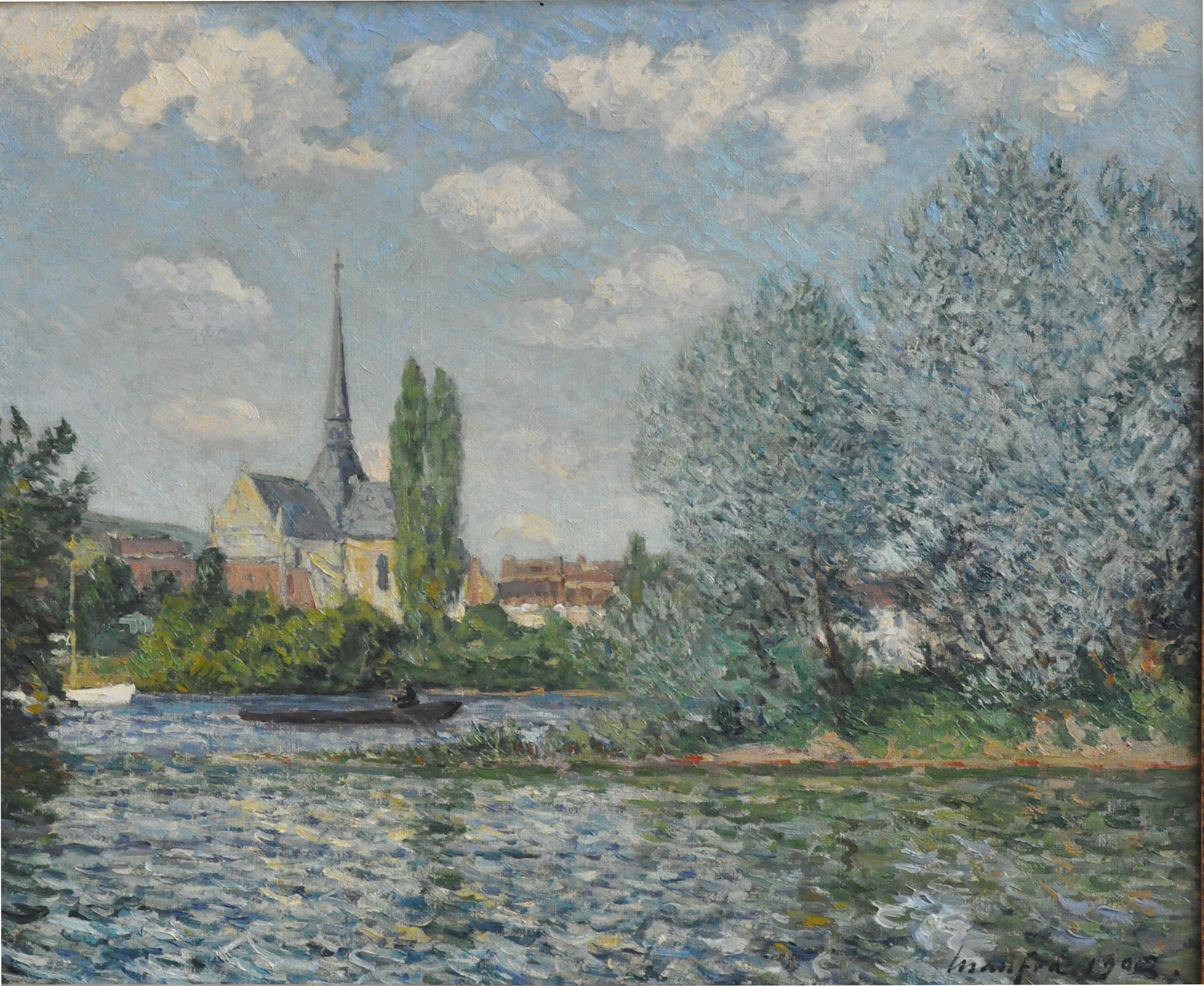
L'Église du Petit-Andelys (1902), localisation inconnue.
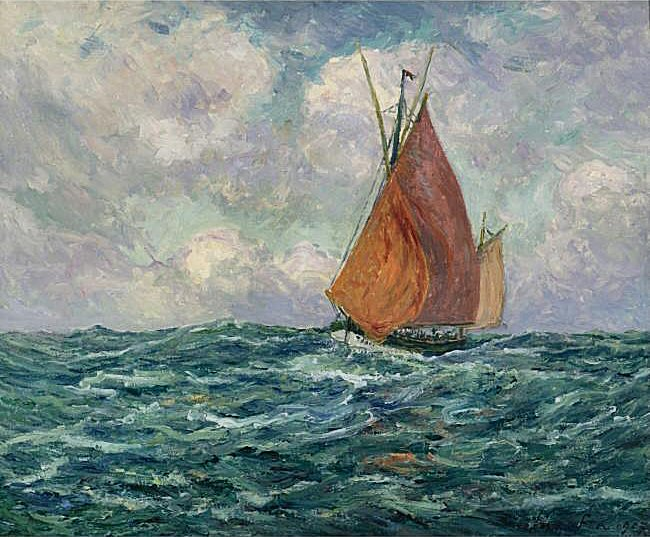
Thonier en mer (1907), localisation inconnue.
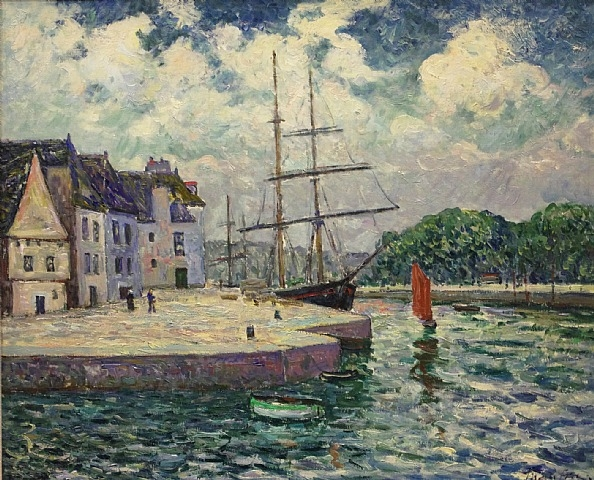
Le Port de Saint-Goustan à Auray, localisation inconnue.

### Estampes
- La Vague, 1894, eau-forte et aquatinte, musée des beaux-arts de Pont-Aven.
- Affiche de l'Exposition d'Émile Dezaunay à la Galerie Moline rue Laffitte à Paris, 1897.
- Le Chemin du bord de mer, lithographie en couleurs.
- Musée des beaux-arts de Brest :
  - Moulin à Morgat, 1901, pointe sèche sur papier, 15,7 × 22,9 cm[24] ;
  - Paysage côtier, 1903, eau-forte, 9,1 × 12 cm[25] ;
  - Rentrée des barques à Concarneau, 1903, eau-forte, 11 × 13,8 cm[26].
- Le moulin Morgat, 1899, eau-forte, Gray (Haute-Saône), musée Baron-Martin.

### Postérité
Expositions
- « Maxime Maufra, les années de Pont-Aven et du Pouldu », exposition au musée des beaux-arts de Quimper, 29 juin - 30 septembre 1996, commissaire André Cariou, directeur du musée.
- « L'âge d'or de la peinture en Bretagne », exposition collective, musée de la Cohue de Vannes, du 22 juin au 28 octobre 2001.
- Les peintres de Pont-Aven. Autour de Gauguin, Atelier Grognard, Rueil-Malmaison, du 12 janvier au 8 avril 2013